# Fomins & Kleins
Fomins & Kleins er en lettisk musikgruppe, som repræsenterede Letland ved Eurovision Song Contest 2004, med sangen "Dziesma par laimi".